# 柴关乡
柴关乡，是中华人民共和国河北省邢台市沙河市下辖的一个乡镇级行政单位。

## 行政区划
柴关乡下辖以下地区：
柴关村、东沟村、西沟村、王硇村、温家园村、石门沟村、绿水池村、南站村、刘硇村、峡沟村、大康村、阴河沟村、高庄村、安河村、杏花庄村、彭硇村、陈硇村、杜硇村、马峪村和五里碑村。

## 中国传统村落
2013年8月，王硇村获批第二批中国传统村落。